# Jardel Filho
Jardel Filho, nome d'arte di Jardel Frederico de Boscoli (1928 – Rio de Janeiro, 19 febbraio 1983), è stato un attore brasiliano.

## Biografia
Nacque in una famiglia di artisti di spettacolo; in particolare sua madre, Leokadia Szeja, era un'attrice polacca, conosciuta anche come Lidia Boscoli.
Nonostante da ragazzo avesse coltivato l'idea di intraprendere la carriera militare, egli finì per debuttare in teatro e, dopo aver recitato nei suoi primi spettacoli, ebbe modo di lavorare con Henriette Morineau. La sua prima esperienza di una lunga carriera cinematografica, che come quella di molti colleghi si sviluppò parallelamente a quella televisiva, fu in Domino Negro nel 1949. Fu tra gli attori afferenti alla Compagnia Cinematografica Vera Cruz, recitando tra l'altro nei primi due film del regista italiano Luciano Salce: Uma Pulga na Balança e Floradas na Serra, del quale fu protagonista insieme a Cacilda Becker .
Apparve in lungometraggi importanti come Macunaima, di Joaquim Pedro de Andrade, e Terra in trance, capolavoro di Glauber Rocha e opera emblematica del Cinema Novo. Prese parte a diverse produzioni televisive, tra cui O Bem-Amado, la prima telenovela brasiliana a colori.
Nel 1981 fu nel cast della telenovela Brillante.
Nel 1982 lavorò nel suo ultimo film, Rio Babilônia, che fu presentato al pubblico dopo il decesso dell'attore.
Morì in piena attività, vittima di un infarto nella propria casa a Rio, il 19 febbraio 1983, senza aver potuto completare la sua prova nella telenovela Sol de Verão; si fece uscire di scena il personaggio da lui interpretato, Heitor, con un viaggio improvviso, e la produzione stessa finì anzitempo (nel febbraio 2024 la piattaforma Globoplay ha diffuso gli ultimi otto episodi della telenovela previsti, rimasti fino ad allora inediti, nell'ambito del progetto "Fragmentos").
Fu cremato e poi sepolto nel cimitero di São João Batista a Rio, nel quartiere Botafogo.

## Vita privata
I suoi cinque matrimoni terminarono tutti col divorzio. Fu sposato in seconde nozze con la collega Márcia de Windsor, mentre la sua quarta moglie fu un'altra attrice ancora, Myriam Pérsia. Ebbe due figlie: Tânia Boscoli, che seguì le sue orme, e Adriana de Boscoli.

## Omaggi
- Gli fu intitolato un viadotto a Rio, subito dopo la sua morte.